# Jacek Kuroń
Jacek Jan Kuroń (3 de marzo de 1934 - 17 de junio de 2004) fue uno de los líderes de la oposición democrática en la República Popular de Polonia (en polaco: Polska Rzeczpospolita Ludowa). Era ampliamente conocido como el "padre de la oposición polaca", una figura parecida a la de  Václav Havel en Checoslovaquia. Kuroń era un prominente personaje en  en política polaca, en gran parte responsable de teorizar el movimiento que ayudó a derrocar el comunismo, una ideología que al principio siguió, luego intentó reformar, para al final oponerse a ella frontalmente. 

## Biografía

### Juventud
Kuroń nació en 1934, en Lwów (en actualidad Lviv, Ucrania), en una familia que apoyaba al Partido Socialista de Polonia (PPS). Era hijo de Henryk Kuroń (1905-1982) y Wanda Kuroń, cuyo apellido de soltera era Rudeńska (1911-1978). A principios de 1946, después de la Segunda Guerra Mundial, obligados a abandonar Lwów, que pasó a manos de la Unión Soviética, toda la familia (sus padres y tres hermanos) se mudaron a un apartamento ubicado en la planta baja del edificio residencial ZUS en la calle Mickiewicz 27 / 64 en el distrito de Żoliborz de la capital polaca Varsovia. Jacek Kuroń vivió en este piso - salvo las temporadas que pasó en varios cárceles - hasta el final de su vida.

### República Popular de Polonia

#### Actividad en ZMP y ZHP
En 1949 Kuroń se convirtió en activista de la Unión de las Juventudes de Polonia (Związek Młodzieży Polskiej, ZMP) y desde 1952 trabajó como instructor a tiempo completo con los scouts de está organización. En la misma época se unió al Partido Obrero Unificado Polaco (Polska Zjednoczona Partia Robotnicza, abr. PZPR). En 1953 se convirtió en el presidente del consejo universitario de ZMP en la Universidad Politécnica de Varsovia. En noviembre de 1953 fue expulsado de esta organización y de PZPR por criticar su ideología. Desde 1955 estudió en la Facultad de Historia de la Universidad de Varsovia, y en 1956 fue admitido nuevamente en el PZPR, dónde en 1964 defendió la tesina titulada "Elementos del fascismo en la ideología del Obóz Narodowej Demokracji (1919-1926)", escrita bajo la dirección de la profesora Żanna Kormanowa. 
Participó en un movimiento estudiantil que luchaba por la creación de organizaciones juveniles políticamente activas en las universidades y entre la clase obrera.
En diciembre de 1956 participó en el congreso de Łódź, donde se reconstruyó la Asociación de los Scouts de Polonia (Związek Harcerstwa Polskiego). Elegido miembro del Consejo General de esta organización, en los años 1961-1964 trabajó en la sede principal de la ZHP y participó activamente como publicista en las revistas "Drużyna" (donde trabajó como editor de 1957-1961), "Na Przełaj" y "Harcerstwo".

#### Inicios de la actividad en la oposición (1962-1968)
Desde 1962, junto con Karol Modzelewski, fue el co-iniciador de reuniones de activistas estudiantiles de la generación de octubre de 1956 y grupos más jóvenes, que juntos crearon el Club de Debate Político (Polityczny Klub Dyskusyjny) en la Unión de Juventudes Socialistas (ZMS) de la Universidad de Varsovia. El objetivo del club era reactivar el movimiento de juventudes y criticar abiertamente a las autoridades del PZPR por apartarse del programa de cambios profundos formulados en 1956. Como resultado de la presión del Comité General del PZPR de Varsovia, en otoño de 1963, el club fue cerrado. Debido a la crítica radical de la política oficial del partido, Jacek Kuroń, a partir de 1963, fue objeto de invigiliación continua del Servicio de Seguridad.
En 1964 Kuroń participó en las reuniones de un grupo reducido (junto con Karol Modzelewski, Stanisław Gomułka, Bolesław Tejkowski y Andrzej Mazur) donde, utilizando criterios y metodología propia del marxismo, los participantes analizaban el sistema político y económico de la PRL, los conflictos de clase y predijeron una futura revolución. En el verano de 1964, con base en estas discusiones, Jacek Kuroń y Karol Modzelewski escribieron un folleto destinado a distribución clandestina. La tesis principal del trabajo fue la afirmación de que el poder en el Estado es ejercido por la burocracia política central, que se apropió de los medios de producción, el aparato del Estado y el partido. La burocracia central, según ellos, explotó a la clase trabajadora y otros grupos sociales, y su propósito principal era fortalecer su monopolio del poder. 
En noviembre de 1964, los oficiales del Servicio Secreto (Służba Bezpieczeństwa - SB) - informados sobre las acciones del grupo por Andrzej Mazur (colaborador secreto apodado "Wacław") - entraron al apartamento donde estaban reunidos los jóvenes, deteniendo a Jacek Kuroń, Karol Modzelewski y Bolesław Tejkowski, y confiscando el material encontrado. Luego todos fueron expulsados del PZPR, pero las autoridades comunistas decidieron no llevar a cabo el juicio. Un año más tarde Jacek Kuroń y Karol Modzelewski reprodujeron el contenido del monumento como  "Carta Abierta al Partido" y distribuyeron varias copias del texto mecanografiado en la Universidad de Varsovia el 18 de marzo de 1965. Al día siguiente fueron arrestados, acusados y luego condenados. La Carta Abierta al Partido fue enviada de manera clandestina al Occidente y publicada en 1966 por la revista parisina "Kultura", y gracias a las numerosas ediciones realizadas en Occidente por las organizaciones radicales de izquierdas se convirtió en un conocido internacionalmente documento  del pensamiento político polaco.

#### Marzo de 1968 - agosto de 1980
A principios de 1968, Jacek Kuroń y Karol Modzelewski fueron organizadores de protestas estudiantiles, que pasaron a la historia bajo el nombre de Marzo'68. El 9 de marzo de 1968 Kuroń fue arrestado temporalmente, luego condenado en un juicio conjunto con Karol Modzelewski a 3 años y 6 meses de prisión.
En 1975 coorganizó la acción contra las enmiendas propuestas por PZPR en la Constitución de la República Popular Polaca.
En septiembre de 1976 fue uno de los fundadores del Comité de Defensa de los Trabajadores convertido un año más tarde en Comité de Autodefensa Social "KOR". Detenido en mayo de 1977, fue puesto en libertad en julio del mismo año bajo la amnistía. 
Fue uno de los organizadores y asesores del movimiento obrero independiente y colaboró con la revista "Robotnik". En julio y agosto de 1980 organizó una red de información sobre las huelgas. Detenido el 20 de agosto de 1980, fue acusado de participar en asociaciones sindicalistas y distribución de publicaciones ilegales. Liberado después de firmar los Acuerdos de Gdańsk del 31 de agosto de 1980.

#### Agosto de 1980 hasta la Ley Marcial (13 de diciembre de 1981)
Desde septiembre de 1980 fue asesor de "Solidaridad", región "Gdansk" y región "Mazowsze" y fue uno de los estrategas de los sindicatos de Solidaridad.

#### Desde la Ley Marcial hasta la Mesa Redonda
Después de la imposición de la Ley marcial en Polonia, fue detenido, internado, y el 2 de septiembre de 1982 fue arrestado temporalmente por cargos de intento de derrocar el régimen. 
Durante su encarcelamiento, en noviembre de 1982, su primera esposa, Grażyna "Gajka", también internada, murió en el hospital. Jacek Kuroń fue el principal acusado en el juicio de KSS "KOR" que comenzó el 13 de julio de 1984, y salió de la cárcel con la amnistía del 22 de julio de 1984.
Se convirtió en asesor del Comité Ejecutivo Regional de Mazovia de NSZZ "Solidarność" y publicaba en la prensa clandestina (principalmente en el "Tygodnik Mazowsze"). Por su participación en la manifestación organizada por Solidaridad, el 1 de mayo de 1985, fue condenado a tres meses de prisión. Después de la amnistía en 1986, en virtud de la cual todos los presos políticos fueron liberados, abogó por el desarrollo de formas abiertas de actividad opositora y la expansión de la libertad a través de pequeños pasos.
Trabajó en estrecha colaboración con otros asesores de Solidaridad, especialmente con Bronisław Geremek y Adam Michnik. A partir de 1987 participó en los trabajos de "Comité Ciudadano" con Lech Walesa, presidente de NSZZ "Solidarność". Desde enero de 1988, fue también uno de los asesores de la Comité Ejecutivo Nacional de NSZZ "Solidarność".
En otoño de 1988, durante los preparativos de la Mesa Redonda, las autoridades de la República Popular Polaca descartaron la participación de Jacek Kuroń y Adam Michnik en las negociaciones, y las describieron como personas con actitudes particularmente negativas. La objeción de Lech Wałęsa a esta condición fue una de las razones del estancamiento de varios meses en los preparativos para las conversaciones. En 1989, finalmente Jacek Kuroń participó en las conversaciones de la Mesa Redonda y fue particularmente activo en las negociaciones sobre las reformas del sistema político.

### III República
En el Parlamento (Sejm) Jacek Kuroń pertenecía al Club Parlamentario Ciudadano (Obywatelski Klub Parlamentarny) y presidió la Comisión parlamentaria de Minorías Nacionales y Étnicas, (creado por su iniciativa).
Desde el 12 de septiembre de 1989 hasta el 12 de enero de 1991 y nuevamente desde el 11 de julio de 1992 hasta el 26 de octubre de 1993, fue Ministro de Trabajo y Política Social en los gobiernos de Tadeusz Mazowiecki y Hanna Suchocka. Abogó por el drástico programa económico de Leszek Balcerowicz destinado a disminuir la inflación y a introducir las reformas necesarias para la creación del libre mercado.
De 1991 a 2001 desempeñó nuevamente el mandato de diputado en el Parlamento, durante tres legislaturas.
En las elecciones de 1995, se postuló para el cargo de presidente de la República de Polonia, quedando en el tercer puesto, con 1 646 946 votos (9,22%).
En el año 2000, junto con su segunda esposa, Danuta Kuroń, fundó la Universidad Universal en Teremiski, de la que fue el primer rector.
En los últimos años de su vida estuvo gravemente enfermo, sufrió un accidente cerebrovascular, perdió un riñón y tuvo un cáncer de garganta. Apareció en público por última vez el 19 de abril de 2004 durante la celebración del aniversario del Levantamiento del Gueto de Varsovia. Murió en el hospital el 17 de junio de 2004.
El funeral tuvo lugar el 26 de junio de 2004 en el Cementerio Militar de Powązki en Varsovia.

## Vida privada
Marido de Grażyna Kuroń (fallecida 1982), y desde 1990 casado con Danuta Kuroń. Padre de Maciej Kuroń, conocido cocinero.

## Obras
- Polityka i odpowiedzialność ("Política y Responsabilidad"), editorial „Aneks”, Londres 1984 (colección de artículos, ensayos y entrevistas).
- Wiara i wina. Do i od komunizmu, editorial Niezależna Oficyna Wydawnicza, Varsovia 1989.
- Moja zupa, Polska Oficyna Wydawnicza „BGW”, Varsovia 1991.
- Gwiezdny czas. „Wiary i winy” ciąg dalszy, Wyd. „Aneks”, Londres 1991.
- Spoko!, czyli kwadratura koła, Polska Oficyna Wydawnicza „BGW”, Varsovia 1992.
- PRL dla początkujących, Wydawnictwo Dolnośląskie, Wrocław 1995 (coautor: Jacek Żakowski).
- Siedmiolatka, czyli kto ukradł Polskę?, editorial Wydawnictwo Dolnośląskie, Wrocław 1997 (coautor: Jacek Żakowski).
- Działanie. Jeśli nie panujemy nad swoim życiem, ono panuje nad nami, editorial Wydawnictwo Dolnośląskie, Wrocław 2002.
- Rzeczpospolita dla moich wnuków, editorial Wydawnictwo Rosner i Wspólnicy, Varsovia 2004.